# Ischnocolus valentinus
Ischnocolus valentinus é uma espécie de aranha pertencente à família Theraphosidae (tarântulas).